# انتقال آب الیگودرز به قم
به دلیل شور بودن و تلخی آب قم، مردم قم سال‌ها آب خود را از طریق تانکرهای انتقال آب و دستگاه‌های کارتی فروش آب و اخیراً با نصب دستگاه‌های آب شیرین‌کن در منازل تأمین می‌کردند.
به دلیل کمبود ذخایر آبی مناسب در ایران مرکزی لزوم مطالعات طرح‌های انتقال آب بین حوزه‌ای مطرح شد. طرح انتقال آب از سرشاخه‌ های دز به شهرهای مرکزی ایران یکی از این طرح‌ها بود که ابتدا برای قم مطرح شد، اما به دلیل کمبود آب شرب در سایر شهرهای ایران مرکزی مطالعات یادشده توسعه یافت. در سال ۱۳۶۲ با حفر ۱۱ حلقه چاه در دشت علی‌ آباد آب شیرین به قم انتقال یافت. اما استفاده از این آب به دلیل حجم کم‌آب و افزایش جمعیت قم مدت زیادی طول نکشید؛ به همین دلیل در همان زمان ایده ساخت سد پانزده خرداد ارائه شد که در سال ۱۳۷۳ به بهره‌برداری رسید. اما به علت زیر پوشش قرار دادن بخشی از جمعیت استان‌های اصفهان و مرکزی و قم، آب سد جوابگوی این جمعیت نبود؛ بنابراین چاره‌ای جز انتقال آب از سرشاخه‌های دز به قم به نظر نرسید.

## ایراد شرعی طرح
ناصر مکارم شیرازی گفته است: «باید با اجازه‌ی مالکان اصلی از آن آب استفاده شود».

## ضرورت طرح
قم به دلیل قرار گرفتن در حاشیه کویر از گذشته با مسئله‌ ی کم‌ آبی مواجه بوده است. قسمت زیادی از آب های زیرزمینی قم به علت گذشتن از سفره‌های نمکی، شور شده اند و در بسیاری از موارد غیرقابل استفاده مانده اند و به مشکلات کم‌آبی این شهر دامن زده اند.

## آغاز طرح
مراحل اولیه بررسی انتقال از سرشاخه‌های دز به قم و برخی شهرهای مرکزی ایران از سال ۱۳۶۰ آغاز شد و دور نخست این مطالعات تا سال ۱۳۶۴ پایان یافت. پس از این مرحله در سال‌های ۱۳۶۷ و ۱۳۷۸ بار دیگر مطالعاتی در خصوص چگونگی اجرای پروژه صورت گرفت. اجرای رسمی طرح انتقال آب الیگودرز از شرق استان لرستان به برخی شهرهای مرکزی ایران و قم به‌طور رسمی از سال ۱۳۸۲ آغاز شد که اجرای آن موجب انتقال سالانه ۱۸۱ میلیون متر مکعب آب از رودخانه‌های الیگودرز به سد کوچری گلپایگان و تصفیه‌خانه آن شد.
سید حسن رضوی مدیر آب منطقه‌ی استان قم در پاسخ به علت اجرای تأمین آب مصرفی به غیر از سد پانزده خرداد گفته‌است: «در دهه ۷۰ فناوری حفر تونل به طول ۵۰ کیلومتر وجود نداشت؛ بنابراین ابتدا سد را احداث کردند، بدین صورت که از انتهای پروژه طرح آغاز شد و از سال ۷۳ تا ۸۹، ۷۰درصد آب شرب قم را تأمین می‌کرد».

### مبدأ
مبدأ اصلی تأمین آب پروژه رودخانه چشمه سرداب است که در ۶۰ کیلومتری جنوب غربی شهرستان الیگودرز واقع شده و تنها راه دسترسی به آن از طریق جاده شول‌آباد (جنوب الیگودرز) است.
رودخانه چشمه سرداب از سرشاخه‌های حوضه آبریز رودخانه بختیاری می‌باشد که با توجه به قرار گرفتن حوضه آبریز در میان ارتفاعات نسبتاً بلند رشته کوه‌های زاگرس، نواحی مختلف این حوضه در طبقه‌بندی‌های گوناگون اقلیمی، عمدتاً بین نیمه مرطوب یا مرطوب سرد در نواحی غربی، تا نیمه خشک سرد نواحی شرقی متغیر است. در این پروژه، با حفر تونل و بندهای انحرافی، آب چهار رودخانه دره لکو، دره دزدان، دره دایی و انوج به سوی سد کوچری هدایت شده و از آنجا به رودخانه اناربار می‌ریزد. این چهار رودخانه در دامنه‌های شرقی اشترانکوه در استان لرستان قرار دارند.

### هدف
هدف از اجرای این طرح، انتقال آب برای تأمین، آب شرب و مصارف صنعتی ۱۰ شهر و ۳۰ روستا ازجمله خمین، گلپایگان، محلات، نیمور، سلفچگان، ساوه و قم و جبران کمبود آب شهرهای مرکزی که رشد جمعیت دارند، اعلام شده‌است. افق این طرح سال ۱۴۲۵ می‌باشد.

## ویژگی‌های فنی
در اجرای این طرح انواع سازه‌های آبی به کار گرفته شده و شامل چهار سد انحرافی است که نقش آن‌ها جمع‌آوری آب از دره‌های شهرستان الیگودرز و سرشاخه‌های دز است. میزان آب خارج شده از این چهار دره جهت تأمین آب شرب شهرهای هدف سالیانه حدود ۱۸۱ میلیون متر مکعب خواهد بود. علاوه بر چهار سد انحرافی، سه تونل به ترتیب به طول‌های یک‌هزار و ۲۰۰، دو هزار و دو هزار و ۵۰۰ متر با قطر تقریبی چهار متر اجرا شده که نقش آن‌ها جمع‌آوری و انتقال آب به ابتدای سامانه انتقال آب است. طرح شامل سامانه جمع‌آوری آب (شامل چهار سد انحرافی و سه تونل) و سامانه‌های انتقال (شامل یک تونل به طول ۹ کیلومتر و قطر چهار متر که آب را از دره دایی به رودخانه انوج منتقل می‌کند که پس از آن یک کانال آب بتنی به طول هفت کیلومتر احداث شده و آب به رودخانه انوج می‌رسد)، است. پس از آن تونل بلند ۳۶ کیلومتری آغاز می‌شود که آب را از شهرستان الیگودرز به گلپایگان منتقل می‌کند و بر این اساس سامانه انتقال آب این طرح شامل تونل ۹ کیلومتری، کانال بتنی هفت کیلومتری و تونل بلند ۳۶ کیلومتری است. این تونل بلندترین تونل انتقال آب در خاورمیانه است.
در مجموع ظرفیت انتقال و جمع‌آوری آب در این طرح ۲۳ متر مکعب بر ثانیه است در حالی که بیشترین میزان آبی که از سد کرج به تهران می‌آید ۱۱ متر مکعب بر ثانیه بوده و ظرفیت سامانه یادشده بیش از دو برابر آب انتقالی از سد کرج به تهران است. این سامانه سالیانه ۱۸۱ میلیون متر مکعب آب به پشت سد کوچری منتقل می‌کند. ظرفیت نهایی انتقال آب در این پروژه ۵۰۰۰ لیتر در ثانیه است. مقدار انتقال آب برای افق سال ۱۴۱۰ به ۲۴۰ میلیون مترمکعب می‌رسد که مطالعات آن در حال انجام است.
از ویژگی‌های این طرح احداث ۵۶ کیلومتر تونل با قطرهای بزرگ شامل چهار کیلومتر تونل دسترسی و ۵۲ کیلومتر تونل اصلی است. کار در پروژه قمرود در دمای ۳۵ درجه زیر صفر و در طول شبانه‌روز ادامه داشته و از سویی حفاری در تونل‌های بلند طرح با دستگاه‌های حفاری تی بی ام صورت گرفته‌است.

## اجرای طرح

### هزینه‌ها
هزینه اجرای طرح قمرود بیش از یک‌هزار و ۱۰۰ میلیارد تومان می‌باشد و این در حالی است که ۲۳۰ میلیون یورو هزینه ارزی طرح با دستور مستقیم سید علی خامنه‌ای برای سرعت اجرای کار اختصاص یافته‌است. تا ابتدای سال ۱۳۹۰ مبلغ ۸۵۰ میلیارد تومان برای پروژه آبرسانی به قم هزینه شد و پیش‌بینی می‌شود برای اتمام طرح به ۱۲۰۰ میلیارد تومان دیگر نیاز باشد.

### کارفرما
کارفرمای اصلی این طرح شرکت آب منطقه‌ای استان تهران بوده است.

### مجری طرح
قرارگاه سازندگی قائم وابسته به قرارگاه سازندگی خاتم‌الانبیا به عنوان یکی از شرکت‌های زیرمجموعه سپاه پاسداران انقلاب اسلامی بعد از وارد کردن اولین دستگاه تی بی ام در مدت کمتر از شش سال توانست اجرای چهار قطعه از طرح ساخت تونل انتقال آب سرشاخه‌های دز به قمرود به طول ۳۳ هزار و۶۷۵ متر از کل تونل‌های پروژه که ۹۴ هزار متر می‌باشد را به اتمام برساند.

### افتتاح
- طرح انتقال آب الیگودرز به قم در تاریخ ۵ خرداد ۱۳۹۰ با حضور رییس جمهور وقت محمود احمدی‌نژاد در قم افتتاح شد.[۲۷][۲۸][۲۹][۳۰] پس از افتتاح طرح از سوی استاندار و نماینده علی خامنه‌ای در استان قم یک لوح تقدیر به محمود احمدی‌نژاد اهدا و از تمبر یادبود افتتاح طرح انتقال آب به قم توسط وی رونمایی شد.[۳۱] مراسم پایان حفر تونل ۳۶ کیلومتری انتقال آب از الیگودرز به قم با حضور مجید نامجو وزیر نیرو و جمعی دیگر از مسئولان استان قم در ۱۳۹۱/۰۶/۱۸ در منطقه مغانک الیگودرز برگزار شد.[۳۲]
- فاز دوم این طرح در ۱۳۹۲/۰۲/۰۳ با حضور احمدی‌نژاد در قم افتتاح شد.[۳۳][۳۴][۳۵] وی در هنگام افتتاح این طرح گفت: «حق است شهر قم به لحاظ عمرانی و آبادانی و تأمین نیازهای اساسی، بهترین و برترین باشد».[۳۶] وی همچنین از جانب خداوند قول داد که روزی مردم قم می‌رسد.[۳۷][۳۸]

## اعتراض‌ها و خسارت‌ها
انتقال آب از شهرستان الیگودرز به شهرهای گلپایگان، خمین، محلات، نیم ور، سلفچگان و قم باعث پایین رفتن شدید سطح سفره‌های آب زیرزمینی و در نهایت خشک شدن چاه‌های آب این منطقه شده‌است. بیش از ۶۰ حلقه چاه خشک شده و ۱۷۱ حلقه از چاه‌های منطقه نیز در آستانه خشکیدن قرار دارند، اما تاکنون حقابه‌ای برای این روستاها در نظر گرفته نشده‌است. از سوی دیگر نام‌گذاری این طرح به عنوان مبهم «طرح انتقال آب از سرشاخه‌های دز به قم» و همچنین نام‌گذاری پروژه ساخت و اجرای این طرح با نام پروژه قمرود باعث واکنش‌هایی در میان مردم استان لرستان شد تا جایی که رحمانی نماینده مجلس هشتم شهرستان الیگودرز هم نسبت به نام‌گذاری این طرح اعتراض کرد و آن را مجعول خواند. حسینی نماینده اهواز: معتقدیم اولویت باید شهرهای کناری رودخانه باشند، از این رو با این طرح مخالفیم. ابراهیمی نماینده شوشتر: نمایندگان خوزستان نگران تبعات پروژه قمرود هستند.

خشک شدن چاه‌ها و چشمه‌های شهرستان الیگودرز علاوه بر خسارات بسیاری که به بخش کشاورزی وارد کرده‌ است، باعث از بین رفتن مجتمع‌های پرورش ماهی در این شهرستان شده‌ است.
پروژه قمرود تنها پروژه ایران است که کلنگ شروع اجرای طرح و افتتاح آن به جای مبدأ در مقصد طرح به زمین زده شده‌ است.
در زمان کلنگ زنی این پروژه استاندار، فرماندار و نمایندگان مجلس دعوت نشدند.
علی‌محمد احمدی نماینده مجلس ششم الیگودرز اعلام کرده بود:
هدف این طرح آب آشامیدن مردم قم نیست و هدف آن کشاورزی منطقه گلپایگان می‌باشد.
حجت‌الله رحمانی نماینده مجلس هشتم الیگودرز در نطق میان دستور ۵ تیرماه ۱۳۹۰ گفت: 
 «این حجم آب انتقالی برای استفاده قریب به ۱۴ میلیون نفر است در حالی که  قم حدود ۱ میلیون نفر جمعیت دارد و بنابراین با راه‌اندازی و انتقال کامل آب به قم، تنها ۵ تا ۸ درصد آب انتقالی صرفاً به منظور شرب به قم منتقل شده و مابقی آن به مصرف امور کشاورزی، صنعتی، سیاحتی و گردشگری خواهد رسید و این فریبی بیش نبوده‌ است. هدف اصلی انتقال آب الیگودرز به قمرود جهت مصارف کشاورزی و باغات پسته در قم می‌باشد.»

رحمانی با نکبت خواندن وعده‌های وزارت نیرو عملکرد آن‌ها را مصداق چپاول سرمایه مردم دانست. او خشم مردم منطقه را به مثابه آتش زیر خاکستر دانست که روزی با خشم انقلابی جوانانش فوران خواهد کرد.
محمد تقی توکلی نماینده الیگودرز در نطق میان دستور ۶ شهریور ۱۳۹۲ با اشاره به وارد شدن خسارات جبران ناپذیر به منابع استراتژیک آب زیرزمینی به برآورده نشدن وعده‌های وزارت نیرو در جهت تأمین حقابه اعتراض کرد. همچنین وی در ۴ خرداد ۱۳۹۲ در صحن علنی مجلس به وزیر نیرو در مورد طرح‌های جایگزینی خسارت وارده به منابع آب شرب و کشاورزی کشاورزان منطقه الیگودرز ناشی از طرح انتقال آب از شرق الیگودرز به استان‌های مرکزی، قم و اصفهان تذکر داد.

### خسارت‌ها
این طرح در حالی برای استان‌های دیگر هدف گذاری شده‌است که ۸۹۲ روستای لرستان مشکل آب آشامیدنی دارند و ۶۸ هزار جمعیت روستایی این استان به وسیله تانکر آب رسانی می‌شوند.
خشک شدن چاه‌ها و چشمه‌های شهرستان الیگودرز علاوه بر خسارات بسیاری که به بخش کشاورزی وارد کرده‌است باعث از بین رفتن مجتمع‌های پرورش ماهی در این شهرستان شده‌است. پرویز فتاح، وزیر نیروی پیشین دولت نهم مدعی شد که وی مدافع حقوق مردم الیگودرز است.
اجرای این طرح باعث وارد آمدن خسارت‌های جبران ناپذیری به محیط زیست استان لرستان به خصوص زیستگاه‌ها و مراتع طبیعی شرق این استان شده‌است مجریان پروژه قمرود بدون دریافت مجوزهای زیست‌ محیطی اقدام به شروع کار کرده و پس از گذشت پنج سال از آغاز اجرای طرح اقدام به دریافت مجوزهای زیست‌ محیطی کرده‌اند.
محمد تقی توکلی نماینده الیگودرز گفت: بسیاری از روستاهای شهرستان الیگودرز به دلیل پایین رفتن شدید سطح سفره‌های آب زیرزمینی و خشک شدن چشمه‌ها، چاه‌ها و رودخانه ها در حال خالی از سکنه شدن است و باغ‌ها و مزارع این روستاها به دلیل کمبود آب در حال از بین رفتن است و این در حالی است که تا کنون هیچ حق‌آبه‌ای به این روستاها داده نشده‌ است. همچنین ۱۶ روستای الیگودرز پس از اجرای این طرح علاوه بر خشک شدن منابع آب کشاورزی در تأمین آب شرب با مشکل مواجه شدند.
رضا رحیمی‌نسب نماینده خرم‌آباد در مجلس شورای اسلامی در خصوص این طرح گفت: 
«وزیر نیرو (پرویز فتاح) هنگام ورود به لرستان بر محرومیت مردم اشک ریخت اما در پروژه انتقال آب این مسئله را نادیده گرفت. ایجاد تونل های آب در الیگودرز موجب تغییرات زیست‌ محیطی شده و در منطقه عسگران و الیگودرز چشمه‌ها در حال خشک شدن هستند و مردم مجبورند از این مناطق کوچ کنند زیرا مسئولان، منابع زیست‌ محیطی را نادیده گرفته و برای مردم چاره‌ای نیندیشیدند.»
پس از به وجود آمدن خسارت‌های مختلف به روستاهای شهرستان الیگودرز و همچنین ایجاد مشکل کمبود آب آشامیدنی در این روستاها، علی لاریجانی از اختصاص بودجه برای حل مشکل آب روستاهای این شهرستان خبر داد.

### نام گذاری جنجالی
این پروژه که از سوی مسئولان وزارت نیرو به نام «طرح انتقال آب از سرشاخه‌های دز به قمرود» نام نهاده شده است، از روستاهای الیگودرز در استان لرستان آغاز می‌شود. بارها مردم لرستان به این نام‌گذاری مبهم اعتراض کرده‌اند ولی هیچگاه مسئولان حکومت جمهوری اسلامی به این اعتراض توجهی نکرده‌اند.
حجت‌الله رحمانی نماینده مردم الیگودرز در هشتمین دوره مجلس شورای اسلامی با جعلی خواندن نام پروژه آب قمرود، اظهار داشت: 
«در سال‌های اجرای پروژه آبرسانی به قم، مردم الیگودرز مورد اذیت و آزار قرار گرفتند، اما مسئولان نام «قمرود» را برای این پروژه انتخاب کرده‌اند.»